# 吉川多喜夫
吉川 多喜夫（よしかわ たきお、1947年8月22日 - ）は、元競輪選手。神奈川県出身。日本競輪学校第20期生。現役時は日本競輪選手会神奈川支部所属。

## 戦績
高校中退後に日本競輪学校を受験して合格し、入学した後の卒業記念レースでは全走1着の完全優勝を達成したことにより注目され、その勢いのまま1965年1月にデビューすると大活躍を見せるようになり、1966年の競輪祭競輪王戦では19歳で特別競輪の初優勝を成し遂げ、競輪界にその名を知らしめた。
その後も1967年に全国都道府県選抜競輪を制し（2007年現在最後の特別競輪10代優勝）、1968年には高松宮杯競輪と日本選手権競輪を優勝したことにより伊藤繁や高原永伍と共に特別競輪優勝の神奈川勢年間独占を達成し『神奈川王国』とまで評された中での地位を確固たるものとしただけでなく、仲間の伊藤を退ける形でこの年の賞金王に輝き、それまで競輪界を沸かせていた高原永伍・平間誠記・白鳥伸雄ら3強の後継者とまで目されるようになっていた。
だが1969年の高松宮杯決勝5着の後は目立った成績を残せなかったものの、それでも記念や一般戦では突出した力量を遺憾なく発揮しており、1970年7月28日に千葉競輪場での一般戦で優勝を果たした後は、自己都合により競走を欠場するようになったが、以降も長期の欠場を続けていた。
しかしその年の末、吉川自身の競走において、父親による不自然投票行為があった疑いが浮上し、これは競輪界を大きく揺るがす騒動に発展した。この事の真偽を巡って様々な噂や臆測が流れる中、吉川は1970年12月18日付での選手登録消除が公示され、盛況を誇っていた当時の競輪界に暗い影を落としただけでなく、「黒い霧」に仲間を葬り去られるショックを受けた『神奈川王国』の衰退にもつながってしまった。
この一件により現在の競輪界における吉川の存在は「幻」となってしまい、吉川自身の消息も明らかになっていない。

## 主な獲得タイトルと記録
- 1966年 - 競輪祭競輪王戦（小倉競輪場）
- 1967年 - 全国都道府県選抜競輪（静岡競輪場）
- 1968年 - 高松宮杯競輪（大津びわこ競輪場）、日本選手権競輪（後楽園競輪場）
- 年間賞金王1回 - 1968年

## 競走スタイル
比類なきダッシュ力を持った自在選手で、トップスピードは当時として最速であった。またレースでの位置取りも得意としており、初代3強の一人であった白鳥伸雄は「特にレース度胸で並ぶものはいない」と吉川を評していた。